# Cornylaophonte pleisteri
Cornylaophonte pleisteri is een eenoogkreeftjessoort uit de familie van de Laophontidae. De wetenschappelijke naam van de soort is voor het eerst geldig gepubliceerd in 1996 door Willen.